# Erarik
Erarik of Erarik de Rugische (gestorven 541) was korte tijd koning van de Ostrogoten in Italië (541).
Ildibad wist de Byzantijnse generaal Vitalius beslissend te verslaan bij Treviso, maar nadat hij Uraias had laten vermoorden vanwege een ruzie tussen hun vrouwen, werd hij als vergelding zelf vermoord in mei 541. Op dat moment riepen de Rugiërs, overblijvende huurlingen uit Odoakers leger die in Italië waren gebleven en aan de zijde van de Goten meevochten, een van hen zelf, Erarik, uit als koning. De Goten stemden verrassend genoeg met de keuze in. Erarik haalde de Goten echter over om met Justinianus te onderhandelen, terwijl hij eigenlijk van plan was om het rijk over te dragen aan de Byzantijnen. De Goten lieten zijn inactiviteit voor wat het was en wendden zich tot Ildibads neef, Totila, en boden hem de troon aan. Ironisch genoeg was Totila al begonnen met onderhandelingen met de Byzantijnen, maar toen hij werd gevraagd voor het koningschap brak hij ze af. Zodoende werd in de herfst van 541 Erarik vermoord en Totila uitgeroepen tot koning.

## Externe referenties
- (it)  « La Guerra Gotico-bizantina ».

Achiulf · Alatheus · Athalarik  · Andag · Amalasuntha · Athanarik · Erarik · Ermanarik · Ildibad · Odotheus . Radegast · Safrax · Teia · Theodahad · Theodorik de Grote · Theodorik de Oudere · Thiudimir · Totila · Valamir · Videricius · Vidimir · Vithimiris · Witiges